# سم‌شناسی قانونی

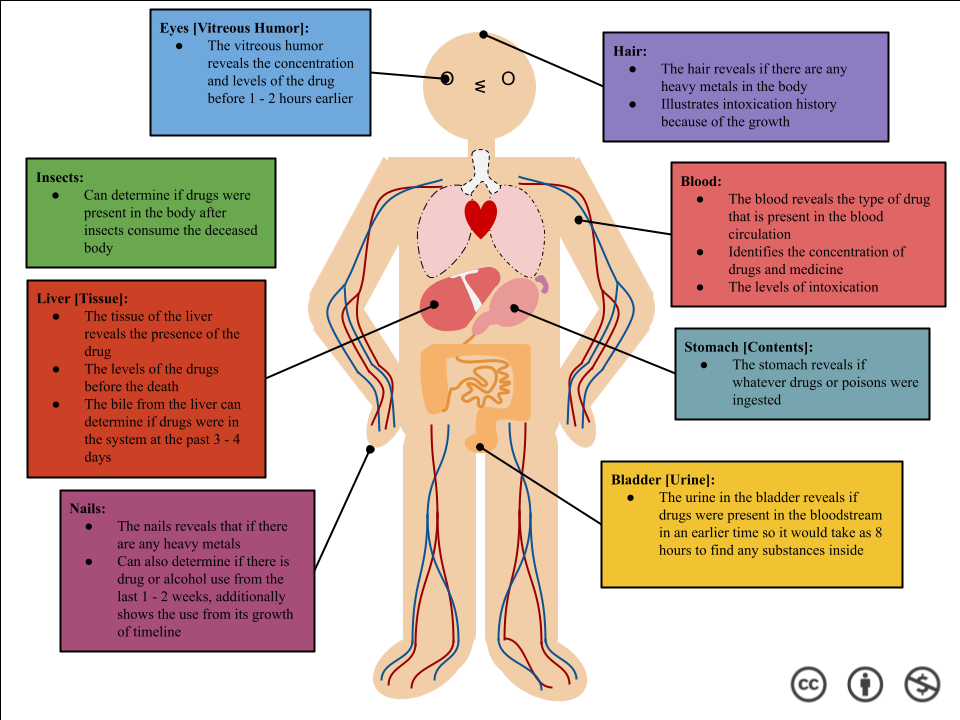
محل قرارگیری دارو در بدن

سم‌شناسی قانونی (به انگلیسی: Forensic toxicology) استفاده از سم‌شناسی و رشته‌هایی مانند شیمی تجزیه، داروشناسی و شیمی بالینی برای کمک به بررسی‌های پزشکی یا قانونی مرگ، مسمومیت و مصرف مواد مخدر است. نگرانی اولیه برای سم‌شناسی پزشکی قانونی، نتیجه قانونی بررسی‌های سم‌شناسی یا فناوری مورد استفاده نیست، بلکه بیشتر برای به دست آوردن و تفسیر نتایج است. آنالیز سم‌شناسی را می‌توان برای انواع مختلف نمونه انجام داد. یک سم‌شناس پزشکی قانونی باید زمینه تحقیقات، به ویژه هرگونه علائم فیزیکی ثبت‌شده، و هر گونه شواهد گردآوری‌شده در صحنه جرم که ممکن است جستجو را محدود کند، مانند بطری‌های قرص، پودرها، باقی‌مانده‌های قابل ردیابی، و هر گونه مواد شیمیایی موجود را در نظر بگیرد. با ارائه این اطلاعات و نمونه‌هایی که با آن کار می‌کند، سم‌شناس پزشکی قانونی باید تعیین کند که کدام مواد سمی وجود دارد، در چه غلظتی و تأثیر احتمالی آن مواد شیمیایی بر روی فرد چگونه است.